# (933) Susi
(933) Susi es un asteroide perteneciente al cinturón de asteroides descubierto el 10 de febrero de 1927 por Karl Wilhelm Reinmuth desde el observatorio de Heidelberg-Königstuhl, Alemania.
Está nombrado en honor de la esposa del astrónomo alemán Kasimir Graff (1878-1950).

## Circunstancias del descubrimiento
En 1928 se descubrió que los asteroides (715) Transvaalia, descubierto por Harry Edwin Wood en 1911, y (933) Susi, descubierto en 1920, eran el mismo objeto. La UAI decidió mantener el nombre de Transvaalia y reasignar Susi al asteroide descubierto por Reinmuth.